# كارثة أكادير الجوية
كارثة أكادير الجوية حدثت يوم الأحد 3 أغسطس 1975 مع طائرة من طراز بوينغ 707-321C تابعة لشركة عالية والتي اصطدمت بجبل عندما بدأت بالهبوط التدريجي بالقرب من مطار أكادير إنزكان، أكادير، المغرب. قُتل جميع من على متن الطائرة البالغ عددهم 188 وتعتبر أسوأ حادثة تحصل لطائرة من طراز بوينغ 707، والأسوأ في تاريخ المغرب ايضاً.

## الرحلة
طائرة البوينغ 707 المملوكة من قبل شركة عالية كانت مستأجرة من قبل الخطوط الملكية المغربية لتوصيل 181 عامل مغربي من فرنسا إلى ديارهم من اجل الأعياد.
تواجد ضباب كثيف في المنطقة التي تطير فيها الطائرة فوق جبال الأطلس وعندما بدأت الطائرة بتخفيض الارتفاع إلى 8,000 قدم من اجل الهبوط على المدرج رقم 29 أصطدم طرف جناح الطائرة الأيمن ومحرك الطائرة الرابع (الخارجي على الجهة اليمنى) بقمة جبلية يبلغ ارتفاعها 2,800 قدم (730 متر). انفصل جزء من الجناح عن بدن الطائرة ثم فقدت السيطرة على الطائرة وتحطمت في وادي مائي عميق.
عثرت فرق البحث والإنقاذ على بقايا حطام الطائرة على مساحة واسعة من موقع التحطم، وكان التحطم قوياً لدرجة انهم لم يجدوا جزء من الطائرة أكبر من 10 اقدام مربعة (0.9 متر مربع).
سبب الحادث هو خطأ بشري من قبل الطيار لأنه لم يتأكد من صحة وأمان المسار الذي اتخذه قبل البدء بالهبوط.